# Новостройка (Ленінський район)
Новостройка (рос. Новостройка) — селище у Ленінському районі Волгоградської області Російської Федерації.
Населення становить 12 осіб. Входить до складу муніципального утворення Царевське сільське поселення.

## Історія
Селище розташоване у межах українського історичного та культурного регіону Жовтий Клин.
Згідно із законом від 14 лютого 2005 року № 1004-ОД органом місцевого самоврядування є Царевське сільське поселення.

## Населення
| 2010 |
| ---- |
| 12   |